# Peter Schiff (Ökonom)

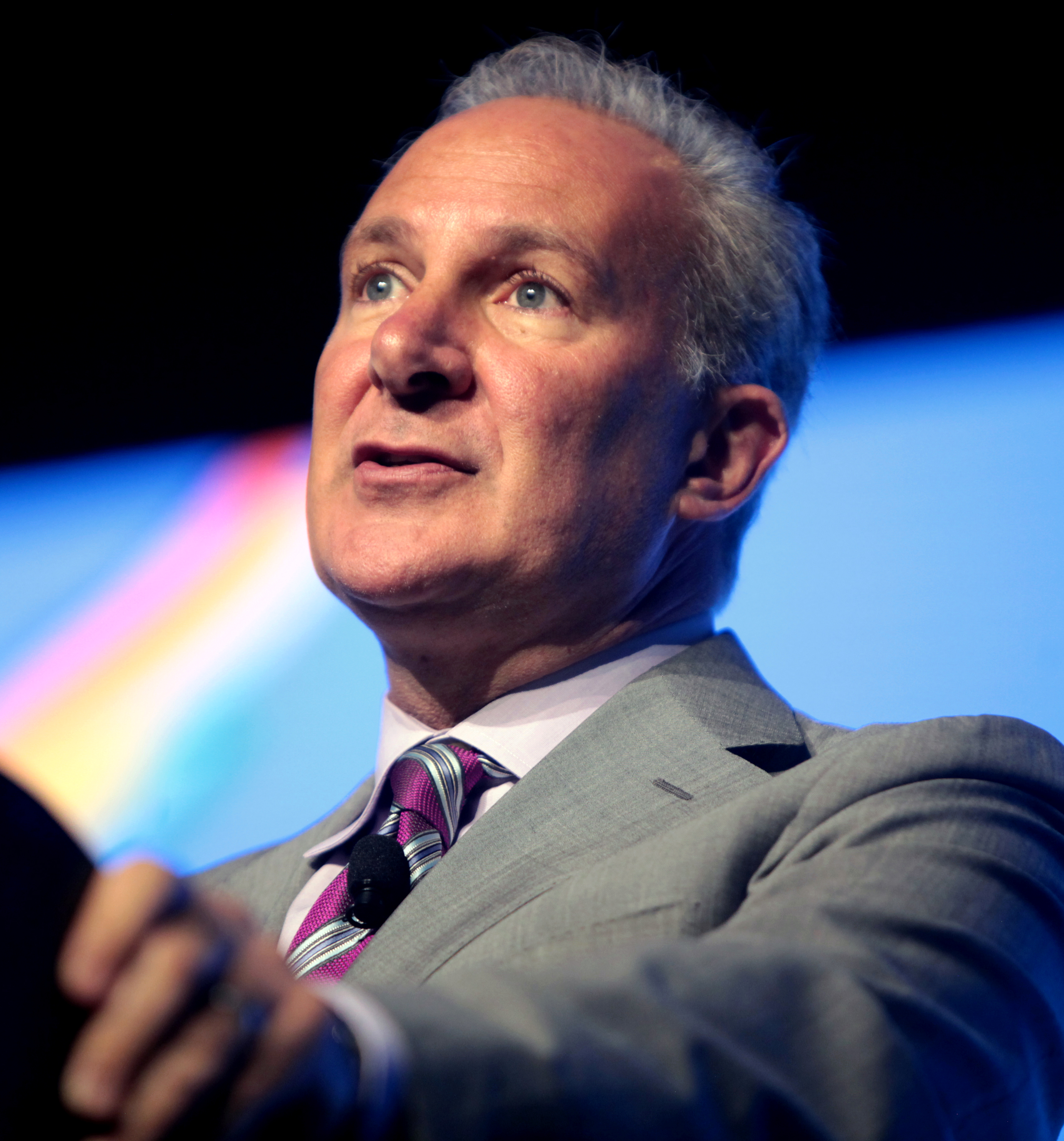
Peter Schiff, 2016

Peter David Schiff (* 23. März 1963 in New Haven, Connecticut) ist ein US-amerikanischer Ökonom, Wirtschaftskommentator, Autor und Börsenmakler. Er ist Präsident von Euro Pacific Capital Inc., einer Investmentfirma aus Darien, und war Kandidat für den US-Senat 2010.
Er ist vor allem für seine Analysen zur Zukunft der US-Wirtschaft bekannt; insbesondere hat er die Finanzkrise ab 2007 vorausgesagt.

## Leben
Schiff ist Sohn des libertären Aktivisten Irwin Schiff. Nach Abschluss seines Studiums an der University of California, Berkeley, begann er seine Karriere als Börsenmakler bei Lehman Brothers.
Später erwarb Schiff die Firma Euro Pacific Capital, eine 1980 gegründete Maklerfirma ohne Kunden oder Erlöse. Heute besitzt die Firma tausende Kunden sowie landesweit sechs Büros. Das Hauptquartier liegt seit 2003 in Westport (Connecticut).
Laut einem 2005 in der Zeitung The Advocate of Stamford veröffentlichten Artikel verlegte Schiff die Firma nach Darien, Connecticut, um Broker zu finden, die „wie er denken“. Die New York Metropolitan Area hat die höchste Konzentration an Brokern im Land, was es laut Schiff erleichtere, Mitarbeiter zu finden. Die Firma besitzt Büros sowohl in Newport Beach, California, als auch in Scottsdale, Arizona, Palm Beach, Florida, Los Angeles und New York. Euro Pacific Capital hält auch exklusive Rechte an der Vermittlung von Perth-Mint-Gold-Produkten in den Vereinigten Staaten.
Schiff ist ein wiederkehrender Gast in amerikanischen Fernsehnachrichten und betreibt ein Internetradio.
Für sein Buch Wie eine Volkswirtschaft wächst … und warum sie abstürzt wurde er 2011 mit dem Internationalen Literaturpreis Corine ausgezeichnet.

## Politik und Wirtschaft
Peter Schiff war wirtschaftspolitischer Berater Ron Pauls während dessen Kandidatur für die Präsidentschaftswahl in den Vereinigten Staaten 2008. Er unterstützte ausdrücklich Ron Pauls wirtschaftspolitische Pläne und sagte: „Wir benötigen einen Plan, der die Bildung von Spareinlagen und die Produktion anregt, und nicht mehr dieses rücksichtslose Leihen und Konsumieren, das uns in dieses Schlamassel geführt hat. Ron Pauls Plan ist der einzige, der in die richtige Richtung zeigt. Wenn man einen bedeutenden Wechsel will, dann ist Ron Paul der einzige Kandidat dafür.“

### Kandidatur für den US-Senat 2010
Im Dezember 2008 erstellten einige Anhänger Schiffs aus Kalifornien eine Webseite, mit der sie Peter Schiff dazu ermutigen wollten, den amtierenden Senator Connecticuts, Chris Dodd, herauszufordern. Am 21. Februar 2009 wurden Spenden in Höhe von 20.000 US-Dollar für die Kampagne gesammelt.
Im Mai 2009 teilte Schiff in seinem Video-Blog mit, dass er sich ernsthaft überlege, für den Senat zu kandidieren. Am 26. Mai antwortete er auf die Frage der Washington Post nach seiner Kandidatur, dass es „besser als 50-50“ stehe und er sich in Kürze entscheiden werde.
Eine von Schiff in Auftrag gegebene Umfrage unter Wählern in Connecticut ergab im Juni 2009, dass er nur noch vier Prozent hinter Amtsinhaber Chris Dodd liege.
Am 9. Juli 2009 rief Schiff in einem Video-Blog dazu auf, für seine Kampagne zu spenden. Nach eigenen Angaben, um auf diese Weise herauszufinden, ob Menschen, denen wirklich etwas an Freiheit, solidem Geld und der Verfassung liegt, bereit sind, sich in seine Kampagne einzubringen. Er erhielt daraufhin über 10.000 Spenden und viel elektronische Post aus der ganzen Welt.
Daraufhin deutete Schiff seine mögliche Kandidatur in der Sendung The Daily Show am 9. Juni 2009 an. Am 17. September 2009 kündigte er in der MSNBC Morning Joe show offiziell seine Kandidatur an. Er bemüht sich um eine Nominierung als Kandidat der Republikaner.
Als Reaktion erhielt er über 10.000 Telefonanrufe und Briefe von Unterstützern und sammelte über 1.950.000 US-Dollar Spendengelder. Peter Schiff erklärt dazu, er beabsichtigte sein Engagement und seine Erfahrung für die Steuerzahler von Connecticut einzubringen. Er möge Fehler in dieser Kampagne machen, aber er werde keine Fehler bei der Repräsentation im Senat begehen. Er freue sich auf einen spannenden Wahlkampf, bei dem er den Leuten von Connecticut seine Vision näherbringen wolle.
Eine Sprecherin der Demokratischen Partei, Colleen Flanagan, kommentierte dies mit der Aussage, dass Peter Schiff trotz seiner groupiehaften Anhängerschaft kaum Qualifikation für eine Kandidatur für den US-Senat mitbringe. Er habe sogar öffentlich zugegeben, er könne sich gar nicht mehr daran erinnern, wann er zuletzt gewählt habe. Darauf entgegnete Schiff, dass die Tatsache, dass er keinerlei Erfahrung beim Herunterwirtschaften des Landes und des Banksystems habe, sein größtes Qualitätsmerkmal sei.
Bei den Vorwahlen am 30. August 2010 verlor Schiff mit 23 % der Stimmen gegen Linda McMahon (49 %) und Rob Simmons (28 %).

### Stellungnahmen zur Wirtschaftspolitik
In einem Interview des Jahres 2002 mit Southland Today erklärte Schiff, dass die Gelder der Dotcom-Blase weiterziehen und er noch viel größere Probleme für die Zukunft voraussehe.
Bei einem Interview im August 2006 sagte Schiff: „Die Wirtschaft der Vereinigten Staaten ist wie die Titanic, und ich bin hier mit dem Rettungsboot und versuche die Leute vom Verlassen des Schiffs zu überzeugen, ich sehe eine wirkliche Finanzkrise auf die USA zukommen.“ Am 31. Dezember 2006, in einer Debatte auf Fox News, sagte Schiff voraus, dass die Immobilienpreise abstürzen würden.
Während dieser Auftritte bei Fox News oder in den Finanznachrichten des Senders CNBC kritisierte Schiff bedenkliche Faktoren wie das Fehlen von Vorgaben für die Kreditvergabe und die Immobilienspekulation. In einem Fernsehinterview mit dem Sender Bloomberg am 13. Dezember 2007 fügte Schiff hinzu, er glaube an eine Ausweitung der Krise auf die Kreditkartenbranche.
Schiff spricht auch die Rolle der US-Konsumenten an, von denen viele denken, sie würden der Welt einen Gefallen tun, indem sie die Dinge konsumieren, die der Rest der Welt produziert. Schiff ist überzeugt, dass diese Beziehung zu Ende gehen wird – mit negativen Konsequenzen für die Vereinigten Staaten: „Konsum ist die Belohnung der Produktion“ – womit gemeint ist, dass sich die Vereinigten Staaten ohne eigene Produktion weiteren Konsum nicht erlauben können. Schiff vertritt – ebenso wie andere namhafte Unterstützter der Österreichischen Schule der Ökonomie – die Ansicht, dass nicht der Konsum, sondern Sparen und Produktion nachhaltiges wirtschaftliches Wachstum fördern.
In einem auf der Webseite des Ludwig von Mises Institute veröffentlichten Interview berichtet Schiff, dass es sein Vater, Irwin Schiff, gewesen sei, der ihn mit der Österreichischen Schule der Ökonomie vertraut gemacht habe.
Schiff vertrat Ende 2008 die Ansicht, die Finanzkrise wäre nicht das Problem, sondern die Lösung, wenn nicht der amerikanische Staat mit aller Kraft versuchen würde, das Entstehen dieser Krise zu verhindern, was sie jedoch nur hinauszögert und die Staatsschulden immens vergrößert. Er erklärt, der Übergang von der alten Praxis des Leihens und Konsumierens hin zum Sparen und Produzieren könne angesichts der augenblicklichen Unausgeglichenheit der US-Wirtschaft nicht ohne eine tiefe Rezession geschehen. Schiff kritisiert in diesem Zug die Bemühungen der Regierung, durch Konjunkturprogramme und Finanzhilfen den „Schmerz zu mildern“. Laut Schiff wird dies die Situation nur verschlimmern und könnte sogar in einer Hyperinflation enden, sollte die Regierung mit ihrer Politik fortfahren.
Schiff unterstützt den Abbau von Wirtschaftsregulierung. Er war besorgt, dass die Regierung Barack Obamas diese Regulierung sogar noch verstärken könnte.
Er kritisiert die geringe Sparquote der Vereinigten Staaten als ein tiefsitzendes Übel und verweist auf die Transformation der USA von der größten Gläubigernation der Welt im Jahr 1970 hin zur größten Schuldnernation im Jahr 2000. Die geringe Sparquote lässt sich laut Schiff auf die Inflation und künstlich niedrig gehaltenen Zinsraten durch die Federal Reserve Bank zurückführen.
Während einer Rede im März 2009 in Omaha, Nebraska, erklärte Schiff, dass es für die USA unmöglich sei, ihre riesigen Schulden gegenüber China zurückzuzahlen, ehe man den US-Dollar nicht maßgeblich durch Inflation entwerten würde. Schiff war davon überzeugt, dass der Goldpreis innerhalb einiger Jahre auf 5000 US-Dollar klettern und die Erholung des US-Aktienmarkts im Jahr 2009 nur von kurzer Dauer sein würde. Seit 2007 hat Schiff mehrmals wiederholt, dass die US-Regierung eine Hyperinflation herbeiführe, wenn man den gegenwärtigen Kurs nicht verlasse.

### Haltung zu Gold und Bitcoin
Peter Schiff hinterfragte des Öfteren Bitcoin als Wertanlage oder Wertespeicher. Auch wenn er mit seinen Kursprognosen häufig falsch lag, sieht er den steilen Kursanstieg des Bitcoin als Blase an und warnt Käufer vor Verlusten. Seine Präferenz für eine solide Anlage liegt nach wie vor in Gold.

## Werke
Schiff ist Autor/Mitautor folgender Bücher:
- Crash Proof: How to Profit from the Coming Economic Collapse. 2007, ISBN 978-0-470-04360-8.
- The Little Book of Bull Moves in Bear Markets. 2008, ISBN 978-0-470-38378-0.
- Crash Proof 2.0: How to Profit From the Economic Collapse. 2009, ISBN 978-0-470-47453-2.
- How an Economy Grows and Why It Crashes. 2010, ISBN 978-0-470-52670-5.
  - deutsch: Wie eine Volkswirtschaft wächst ... und warum sie abstürzt. BörsenbuchVerlag, Kulmbach 2011, ISBN 978-3-941493-75-9.
- The Real Crash: America’s Coming Bankruptcy – How to Save Yourself and Your Country. 2012, ISBN 978-1-250-00447-5.